# El Paraíso, Santa María Petapa
El Paraíso är en ort i Mexiko.   Den ligger i kommunen Santa María Petapa och delstaten Oaxaca, i den sydöstra delen av landet, 500 km sydost om huvudstaden Mexico City. El Paraíso ligger 231 meter över havet och antalet invånare är 420.
Terrängen runt El Paraíso är platt åt sydost, men åt nordväst är den kuperad. Terrängen runt El Paraíso sluttar österut. Runt El Paraíso är det ganska glesbefolkat, med 45 invånare per kvadratkilometer. Närmaste större samhälle är Matías Romero, 4,4 km öster om El Paraíso. Omgivningarna runt El Paraíso är en mosaik av jordbruksmark och naturlig växtlighet.